# Стожина (приток Сабицы)
Стожина — река в России, протекает по Лужскому району Ленинградской области. Устье реки находится в 24 км по левому берегу реки Сабицы. Длина реки составляет 13 км.
Протекает по территории Лужского полигона, населённые пункты в окрестностях реки отсутствуют.

## Данные водного реестра
По данным государственного водного реестра России относится к Балтийскому бассейновому округу, водохозяйственный участок реки — Луга от в/п Толмачево до устья, речной подбассейн реки — подбассейн отсутствует. Относится к речному бассейну реки Нарва (российская часть бассейна).
По данным геоинформационной системы водохозяйственного районирования территории РФ, подготовленной Федеральным агентством водных ресурсов:
- Код водного объекта в государственном водном реестре — 01030000612102000026312
- Код по гидрологической изученности (ГИ) — 102002631
- Код бассейна — 01.03.00.006
- Номер тома по ГИ — 2
- Выпуск по ГИ — 0